# Дивљи канаринац
Дивљи канаринац, такође називан острвски канаринац и обичан канаринац (лат. Serinus canaria) је мала птица певачица која припада роду Serinus из породице Fringillidae. Главно станиште врсте су Канарска и Азорска острва, као и острво Мадеира. Углавном су жуто-зелене боје са браонкастим пругама по леђима, стим што их у заточеништву има и у другим бојама.
Ова птица је природни симбол Канарских острва заједно са канарском палмом.

## Опис
Дивљи канаринац може бити дугачак од 10 до 12 cm са распоном крила од 21 до 23,7 cm и тежити од 8,4 до 24,3 g док је просечна тежина око 15 g. Мужјаци имају жуто-зелену главу и доње делове тела, при чему су чело и лице претежно жути. Предео око стомака је беличаст са тамним пругама по странама. Горњи делови су сиво-зелени и такође имају тамне пруге. Женка је слична мужјаку али има сивљу главу и груди и доњи делови тела су мање жути. Младунчад су највећим делом браон боје са тамним пругама.
Око 10% је већи и дужи од свог рођака жутарице (Serinus serinus), перје му је више сиво и браон и има нешто краћа крила.

## Таксономија
Карл фон Лине је први класификовао дивљег канаринца у својој књизи Systema Naturae. Лине је првобитно класификовао дивљег канаринца као подврсту жутарице (Serinus serinus) и доделио га роду зеба (Fringilla). Неколико деценија касније Жорж Кивје их је рекласификовао у род Serinus и они су преименовани. Најближи рођак дивљег канаринца је жутарица (Serinus serinus), ако се укрштају могу имати просечно око 25% репродуктивно способног потомства.

### Етимологија
Дивљи канаринац је добио име по Канарским острвима, а не обратно. Име острва је изведеница латинске речи canariae insulae (срп. острво паса) које је први користио Арнобије, због великих паса које су држали становници острва.

## Распрострањеност и станиште
Дивљи канаринац је ендемска врста и може се наћи само у региону Макаронезија у источном Антлантику (на Канарским острвима, Азорским острвима и острву Мадеири). На Канарским острвима има га на Тенерифима, Ла Гомери, Ла Палми, Јери, местимично на Гран Канарији и ретко на Лансароти и Фуертевентури где је тек од скоро почело њихово размножавање. Уобичајен је на Мадеири укључујући и Порто Санто и „Пустињска острва” (порт. Ilhas Desertas) такође је примећен и на „Иле солважима” (порт. Ilhas Selvagens). Што се тиче Азора има га на свим острвима.
Процена популације је следећа: 80.000-90.000 пари на Канарским острвима, 30.000-60.000 пари на Азорским острвима и 4.000-5.000 пари на Мадеири.
Има га у различитим стаништима од борових и ловорових шума до пешчаних дина. Најчешће се појављује у полуотвореним подручјима са малим дрвећем као нпр. воћњаци. Често се може наћи и у вештачким стаништима као што су паркови и баште.

## Понашање

### Парење
Углавном се гнезде у групама где сваки пар брани један мали део територије. Гнезда која су купастог облика праве на висинама од 1–6 m (просечно 3–4 m) од земље на дрвећу или жбуновима. Сакривено је лишћем и обично се налази на крају гране или на рачвастој грани. Направљено је од гранчица, траве, маховине и других биљних материјала укомбинованих са меким материјалима као што су коса и перје.
На Канарским острвима јаја полажу од јануара до јула, на Мадеири од марта до јуна и од марта до јула на Азорским острвима. У гнездо полажу 3-4 јајета, а годишње одгаје 2-3 легла. Женка лежи на јајима 13-14 дана, а младунчад напуштају гнездо после 15-17 дана.

### Исхрана
Хране се у јатима углавном трагајући за храном међу ниском вегетацијом. Углавном се храни семењем корова, трава и врста из рода фикуса. Хране се такође и другим биљним материјама као и малим инсектима.